# Кристијан Ајкман
Кристијан Ајкман (хол. Christiaan Eijkman; 11. август 1858 – 5. новембар 1930) био је холандски лекар и професор физиологије, чији је рад показао да берибери настаје услед лоше исхране, што је довело до открића антинеуритичких витамина (витамина Б1). Заједно са сером Фредериком Хопкинсом, добио је Нобелову награду за физиологију или медицину 1929. године за откриће витамина.

## Биографија

### Рани живот и образовање
Кристијан Ајкман рођен је 11. августа 1858. године у Нијкерку, Холандија, као седмо дете Кристијана Ајкмана, директора локалне школе, и Јохане Алиди Пул. Његов старији брат, Јохан Фредерик Ајкман (1851–1915), такође је био хемичар.
Годину дана касније, 1859. године, породица Ајкман преселила се у Зандам, где је његов отац постављен за директора новоосноване школе за напредно основно образовање. Ту су Кристијан и његова браћа стекли основно образовање.
Године 1875, након полагања припремних испита, Ајкман је уписао Војномедицинску школу Универзитета у Амстердаму, где се школовао за медицинског официра Холандске источноиндијске војске. Све испите је положио са одличним успехом.
Од 1879. до 1881. године радио је као асистент професора физиологије Т. Пласеа. Током тог периода написао је докторску тезу под насловом О поларизацији нерава, за коју је 13. јула 1883. године стекао титулу доктора наука са одликовањем.

### Каријера
Године 1883, Ајкман је напустио Холандију и отпутовао у Холандску Индију, где је постављен за здравственог официра. Прво је служио у Семарангу, затим у Чилатџапу, малом селу на јужној обали Јаве, а касније у Падангсидемпуану на северу Суматре. Управо у Чилатџапу заразио се маларијом, што је толико нарушило његово здравље да је 1885. године морао да се врати у Европу на боловање.
Овај непланирани повратак показао се као срећна околност за Ајкмана, јер му је омогућио да ради у лабораторији Е. Форстера у Амстердаму, као и у бактериолошкој лабораторији Роберта Коха у Берлину. Ту је ступио у контакт са К. А. Пекелхарингом и К. Винклером, који су били у Берлину уочи свог пута у Источну Индију.
На тај начин, као медицински официр, Ајкман је распоређен као асистент у мисију Пекелхаринг-Винклер, заједно са својим колегом М. Б. Роменијем. Ову мисију послала је холандска влада како би спровела истраживање о бериберију, болести која је у то време опустошила тај регион.
Године 1887, Пекелхаринг и Винклер су били опозвани, али је пре њиховог одласка Пекелхаринг предложио генералном гувернеру да лабораторија, која је привремено основана за потребе комисије у Војној болници у Џакарти, постане стална установа. Овај предлог је брзо прихваћен, а Кристијан Ајкман је постављен за њеног првог директора. Овим именовањем стекао је могућност да се у потпуности посвети научном раду.
Ајкман је био директор Geneeskundig Laboratorium (Медицинске лабораторије) од 15. јануара 1888. до 4. марта 1896. године, а током тог периода спровео је нека од својих најзначајнијих истраживања. Његови први радови били су усмерени на физиологију људи који живе у тропским пределима, при чему је оповргао више постојећих теорија.
Прво је доказао да код Европљана који живе у тропским крајевима број црвених крвних зрнаца, специфична тежина крви, серум и садржај воде у организму не претрпе промене, осим у случајевима када болести доведу до анемије. Упоређујући метаболизам Европљана и домородачког становништва, установио је да је он искључиво одређен физичким радом, без обзира на климатску зону. Такође није уочио значајне разлике у респираторном метаболизму, знојењу и регулацији телесне температуре.
Овим открићима Ајкман је ставио тачку на бројне спекулације о аклиматизацији Европљана у тропским пределима, које су до тада захтевале примену различитих мера предострожности.

### Најбољи рад
Ајкман је у Холандску Источну Индију послат са задатком да проучи берибери, болест периферних нерава, али је до открића њеног узрока дошао случајно. Приметио је да су кокошке у његовој лабораторији почеле да показују симптоме бериберија након што им је неколико месеци била промењена исхрана. Првобитно су се храниле остацима пиринча из војних залиха, али је нови кувар одбио да им даје војни пиринач, па је лабораторија почела да купује пиринач из другог извора. Убрзо након промене хране, птице су се опоравиле.
Током периода када су развиле берибери, храњене су прерађеним белим пиринчем, а након повратка на непрерађени пиринач, симптоми су нестали у року од неколико дана. Ајкман је закључио да прерађени пиринач не садржи одређену хранљиву компоненту која постоји у непрерађеним зрнима и да је берибери узрокован недостатком те супстанце, коју је назвао „анти-берибери фактором“. Осим тога, успео је да докаже да болест није изазвана контаминацијом крви, респираторним метаболизмом, знојењем или променама годишњих доба и температуре. У почетку је сумњао да је узрокована непознатом бактеријом.
Због здравствених проблема, Ајкман није могао да настави истраживање, али је његов пријатељ Адолф Вордерман потврдио везу између прерађеног пиринча и болести. Касније је утврђено да је одсутна супстанца која изазива берибери заправо витамин Б1 (тиамин). Хемичар Казимјеж Функ је скратио израз „витална амина“ (vital amine) и тиме сковао нову реч – витамин.
За свој допринос открићу антиневритичких витамина, Ајкман је 1929. године добио Нобелову награду за медицину, коју је поделио саФредериком Хопкинсом. Функ, можда неправедно, никада није добио потпуно признање за свој рад.
Поред истраживања бериберија, Ајкман се бавио и другим научним питањима, као што је ферментација араха, а такође је пронашао времена да напише два уџбеника за своје студенте на Медицинској школи на Јави – један о физиологији, а други о органској хемији.

### Каснији живот и смрт
Године 1898. Ајкман је наследио Г. ван Овербека де Мејера на месту професора хигијене и судске медицине на Универзитету у Утрехту. Његово уводно предавање носило је назив О здрављу и болестима у тропским крајевима (Over Gezondheid en Ziekten in Tropische Gewesten).
На Универзитету у Утрехту окренуо се изучавању бактериологије и спровео своје познато испитивање ферментације, којим се лако може утврдити да ли је вода контаминирана људским или животињским фекалијама које садрже Escherichia coli. Једно од његових истраживања бавило се и стопом смртности бактерија под утицајем различитих спољашњих фактора, при чему је показао да се овај процес не може приказати логаритамском кривом.
Након тога, проучавао је феномен успоравања раста бактерија на чврстој подлози, који се на крају у потпуности зауставља. У неколико наврата примењивао је Бејеринкову ауксанографску методу, на пример у испитивању секреције ензима који разграђују казеин или изазивају хемолизу, као и у демонстрацији хидролизе масти под утицајем липаза.
Ајкман није ограничио свој рад само на Универзитет. Бавио се питањима водоснабдевања, становања, школске хигијене и физичког васпитања. Као члан Здравственог савета (Gezondheidsraad) и Здравствене комисије (Gezondheidscommissie), активно је учествовао у борби против алкохолизма и туберкулозе. Основaо је Друштво за борбу против туберкулозе (Vereeniging tot Bestrijding van de Tuberculose).
Преминуо је у Утрехту 5. новембра 1930. године, након дуге болести.

## Награде и заоставштина
Године 1907. Ајкман је постао члан Краљевске холандске академије уметности и наука, након што је од 1895. године био њен дописни члан. Холандска влада одликовала га је неколиким витешким орденима, а поводом 25. годишњице његовог професорског рада основан је фонд за доделу Ајкманове медаље. Међутим, круна његовог научног доприноса била је Нобелова награда за физиологију или медицину, коју је добио 1929. године.
Ајкман је био добитник John Scott медаље из Филаделфије и страни члан National Academy of Sciences у Вашингтону. Такође, био је почасни члан Royal Sanitary Institute у Лондону.
У знак признања за његов допринос, влада Индонезије назвала је његов истраживачки центар за патологију и бактериологију Ајкманов институт за молекуларну биологију (Eijkman Institute for Molecular Biology).

## Лични живот
Године 1883, пре него што је отпутовао у Холандску Источну Индију, Ајкман се оженио Алтје Вигери ван Едема, која је преминула 1886. године. У Батавији се 1888. године поново оженио, овог пута са Бертом Јули Лиз ван дер Кемп. Њихов син, Питер Хендрик, рођен 1890. године, а касније је постао лекар.